# Realismo capitalista
O termo "realismo capitalista" é usado para descrever o aspecto estético-ideológico do capitalismo contemporâneo no Ocidente. Também usado usado, particularmente na Alemanha, para descrever a arte baseada em commodities, desde a pop art nas décadas de 1950 e 1960 até a arte comoditizada nas décadas de 1980 e 1990.

## Na arte
Embora atestada anteriormente, a frase "realismo capitalista" foi usada pela primeira vez no título da exposição de arte de 1963 em Düsseldorf, Demonstration for Capitalist Realism, que apresentava o trabalho de Gerhard Richter,  Sigmar Polke, Wolf Vostell e Konrad Lueg. Os participantes da exposição focaram em representações da crescente cultura de consumo da Alemanha e da sociedade saturada de mídia com estratégias, em parte, influenciadas pelo pop estadounidense.

## Sigmar Polke
O realismo capitalista é um movimento artístico alemão cofundado em 1963 pelo artista Sigmar Polke. Polke abraçou a publicidade e a publicidade comumente encontradas na imprensa popular em representações de itens de consumo diário. Frequentemente irônico e com conotações críticas da sociedade e da política, o movimento do realismo capitalista é considerado mais explicitamente político do que a pop art convencional.

## Michael Schudson
Em meados da década de 1980, Michael Schudson usou o termo "realismo capitalista" para descrever as práticas dominantes na publicidade. O capítulo sete de Advertising: The Uneasy Persuasion de Schudson compara as mensagens e apelos da propaganda àqueles encontrados no realismo socialista da União Soviética. Em seu relato, o realismo da publicidade promove um modo de vida baseado no consumo privado, ao invés da conquista social e pública.

## Mark Fisher
O termo ressurgiu em 2009 com a publicação do livro Realismo Capitalista Mark Fisher argumenta que o termo "realismo capitalista" descreve melhor a atual situação política global, que carece de alternativas visíveis ao sistema capitalista que se tornou dominante após a queda da União Soviética. Seu argumento é uma resposta e uma crítica ao neoliberalismo e às novas formas de governo que aplicam a lógica do capitalismo e do mercado a todos os aspectos da governança.
O autor descreve como "o senso de que não apenas o capitalismo é o único sistema político e econômico viável, mas também de que agora é impossível até mesmo imaginar uma alternativa coerente a ele".
Como conceito filosófico, o realismo capitalista é influenciado pela concepção althusseriana de ideologia. Fisher propõe que dentro de um quadro capitalista não há espaço para conceber formas alternativas de estruturas sociais, acrescentando que as gerações mais jovens nem mesmo se preocupam em reconhecer alternativas.  Ele propõe que a crise financeira de 2008 agravou essa posição. Em vez de catalisar o desejo de buscar alternativas para o modelo existente, a crise reforçou a noção de que modificações devem ser feitas dentro do sistema existente. O crash confirmou dentro da população a necessidade do capitalismo, em vez de sacudi-lo de seus alicerces.
O realismo capitalista, como eu o entendo, não pode ser confinado à arte ou a propaganda. É mais como uma atmosfera difusa, condicionando não apenas a produção de cultura, mas também a regulamentação do trabalho e da educação, e agindo como uma espécie de barreira invisível que restringe o pensamento e a ação."
Fisher argumenta que o realismo capitalista propagou uma ontologia corporativa que conclui que tudo deve ser executado como um negócio, incluindo educação e saúde.
Após a publicação do trabalho de Fisher, o termo foi adotado por outros críticos literários.